# 冗談ストリート
『冗談ストリート』（じょうだんストリート）は、1985年10月6日（5日深夜）から1986年3月30日（29日深夜）までTBSで放送されていた深夜ドラマである。放送時間は毎週日曜 0:05 - 1:00（土曜深夜、日本時間）。

## 概要
三宅裕司率いる劇団スーパー・エキセントリック・シアター（SET）の劇団員による1話完結型のドラマである。出演者はSETの劇団員のほか、三宅と同じ芸能事務所（アミューズ）所属のタレントが週変わりでゲスト出演した。1986年4月6日（5日深夜）から同年7月13日（12日深夜）までは放送内容を一新した、『冗談ストリートII』が開始された。放送時間は毎週日曜 0:15 - 1:10（土曜深夜、日本時間）。エンディングのスタッフロールでは、各自年齢が記載された。

## 内容
第1作ではイベントプロデュース事務所の代官山プロダクションで起きるトラブル等を、社長（三宅）や社員（SETメンバー）を通してコメディタッチで描いた。第1回ではサザンオールスターズのコンサートをプロデュースするとのストーリー展開で放送されたが、第2回以降はコメディ的な演出に徹した内容となった。『II』では開始当初、新聞販売店を舞台としたコメディ調のドラマを放送。のちにオープニングテーマを廃し、ほかのテレビドラマ番組のパロディ作品『必殺仕事人Light』や小劇団の公演で行われる演出を用いてSETの面々が扮する小学生たちの不思議な冒険を描く『Over The Rainbow 虹の彼方に…』など毎回コンセプトが異なる単発のコメディドラマを放送する番組構成へのリニューアルが行われた。

## 出演
- 三宅裕司
- 小倉久寛
- 奥野敦子
- 八木橋修
- 永田耕一
- 富田靖子
- 四禮正明
- THE 東南西北
- 河合美佐
- 今日かの子

## スタッフ
- 脚本：大岩賞介、吉本昌弘
- 演出：落合芳行、塩川和則
- プロデューサー：塩川和則、石川眞実
- 製作著作：TBS

## オープニングテーマ
- 「開きっぱなしのマシュルーム」（サザンオールスターズ）

## 放送局
- 『冗談ストリート』
  - TBS（制作局）
  - 北海道放送（同時ネット）[7]
  - 中国放送
  - 山口放送
- 『冗談ストリートII』
  - TBS（制作局）
  - 山口放送